# Liste der Biografien/Gram
Liste der Biografien |
Portal Biografien |
Personensuche
# |
A |
B |
C |
D |
E |
F |
G |
H |
I |
J |
K |
L |
M |
N |
O |
P |
Q |
R |
S |
T |
U |
V |
W |
X |
Y |
Z |
?
 
Ga |
Gb |
Gc |
Gd |
Ge |
Gf |
Gh |
Gi |
Gj |
Gk |
Gl |
Gm |
Gn |
Go |
Gp |
Gq |
Gr |
Gs |
Gu |
Gv |
Gw |
Gy |
Gz
 
Gra |
Grb–Grd |
Gre |
Grg |
Gri |
Grj |
Grk |
Grl |
Grm |
Gro |
Grs |
Gru |
Gry |
Grz
 
Graa |
Grab |
Grac |
Grad |
Grae |
Graf |
Grag |
Grah |
Grai |
Graj |
Grak |
Gral |
Gram |
Gran |
Grao |
Grap |
Grar |
Gras |
Grat |
Grau |
Grav |
Graw |
Gray |
Graz
Die Liste der Biografien führt alle Personen auf, die in der deutschsprachigen Wikipedia einen Artikel haben. Dieses ist eine Teilliste mit 192 Einträgen von Personen, deren Namen mit den Buchstaben „Gram“ beginnt.

## Gram
- Gram, Andreas (* 1955), deutscher Politiker (CDU), MdA
- Gram, Bjørn Arild (* 1972), norwegischer Politiker
- Gram, Elisabeth (* 1996), österreichische Freestyle-Skierin
- Gram, Friedrich Carl von (1702–1782), dänischer Oberhofmarschall, Amtmann und Geheimer Konferenzrat
- Gram, Friedrich von (1664–1741), dänischer Oberjägermeister, Amtmann und Geheimrat
- Gram, Hans (1685–1748), dänischer Philologe, Historiker, Bibliothekar, Gelehrter
- Gram, Hans Christian (1853–1938), dänischer Bakteriologe
- Gram, Heribert (1909–1983), österreichischer Politiker (ÖVP), Abgeordneter zum Nationalrat
- Gram, Jørgen Pedersen (1850–1916), dänischer Mathematiker
- Gram, Moltke S. (1938–1986), US-amerikanischer Philosoph und Philosophiehistoriker
- Gram, Olivia (* 2000), dänische Tennisspielerin
- Gram, Peder (1881–1956), dänischer Komponist und Dirigent
- Gram, Victor (1910–1969), dänischer Politiker (Socialdemokraterne), Mitglied des Folketing und Verteidigungsminister

### Grama
- Grama, Dimitrie (* 1947), schwedischer Sprinter
- Gramaglia, Mariella (1949–2014), italienische Journalistin und Feministin
- Gramaglia, Paulina (* 2003), argentinische Fußballspielerin
- Gramajo, Astrid, guatemaltekische Fußballschiedsrichterin
- Gramanitsch, Johann (* 1935), österreichischer GastronomJohann Gramanitsch (* 1935)

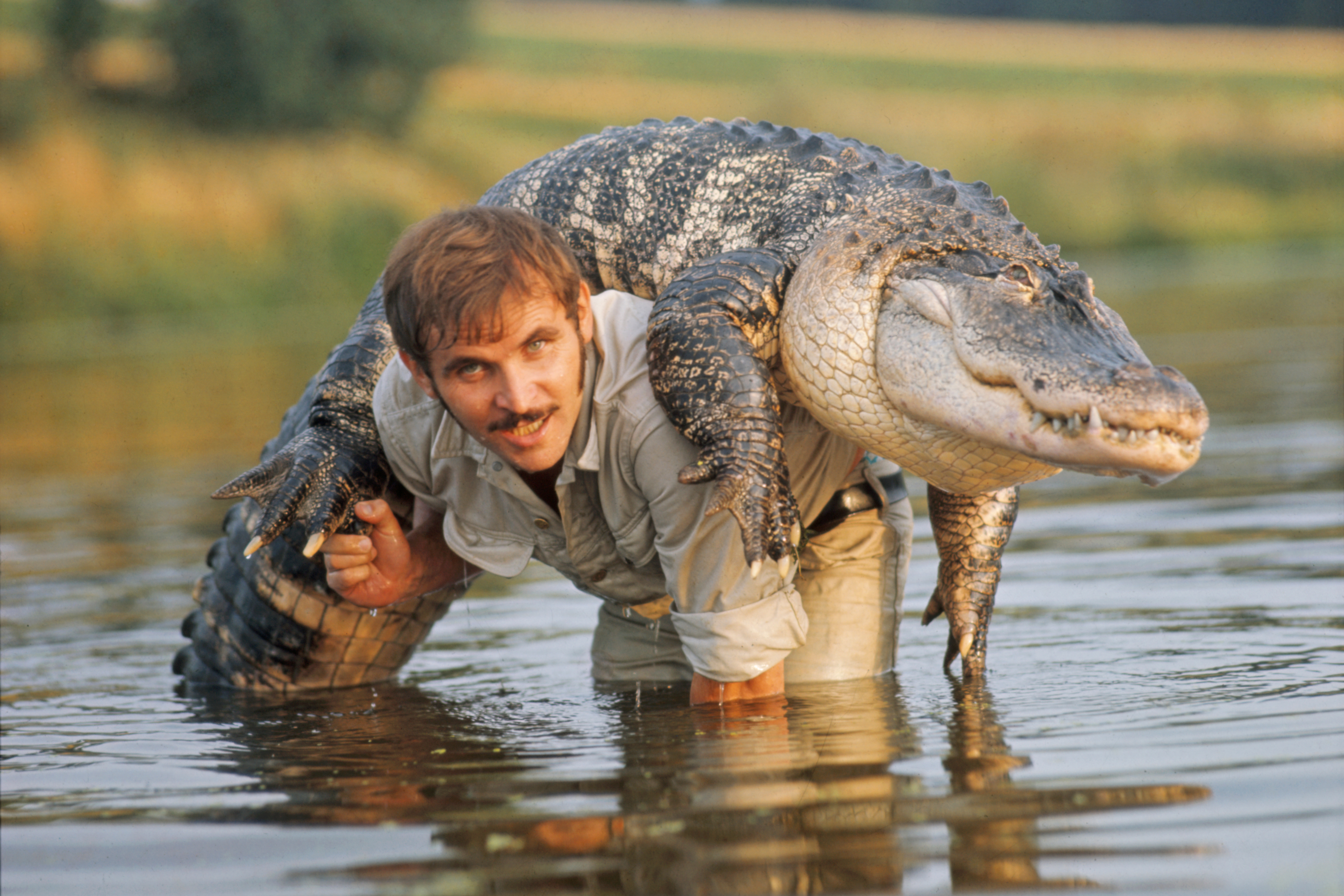
Johann Gramanitsch (* 1935)

- Gramann von Nickenich, Richard († 1513), deutscher Philosoph, Diplomat und Rechtsgelehrter
- Gramann, Daniel (* 1987), österreichischer Fußballspieler
- Gramann, Johann (1487–1541), deutscher Reformator und Dichter von Kirchenliedern
- Gramann, Karola (* 1948), deutsche Filmkuratorin
- Gramann, Siegfried (1924–1992), deutscher Keramiker
- Gramann, Theodor (1571–1629), deutscher Theologe und Pädagoge
- Gramann, Ulrike (* 1961), deutsche Autorin
- Gramantieri, Tullo (* 1898), italienischer Autor und Filmregisseur
- Gramatges, Harold (1918–2008), kubanischer Komponist
- Gramatica, Antiveduto († 1626), italienischer Maler des Frühbarock
- Gramatica, Emma (1874–1965), italienische Schauspielerin
- Gramatik (* 1984), US-amerikanischer DJ und Musikproduzent
- Gramatik, Wladislaw, mittelalterlicher bulgarischer Schriftsteller und Historiker
- Gramatky, Hardie (1907–1979), US-amerikanischer Maler, Autor, Animator und Illustrator
- Gramatté, Walter (1897–1929), deutscher Maler des magischen Realismus
- Gramatyka, Antoni (1841–1922), polnischer Maler des Realismus
- Gramatzki, Alfred von (1834–1888), deutscher Jurist und Politiker, MdR, Landrat und Landeshauptmann in Ostpreußen
- Gramatzki, Archibald von (1837–1913), deutscher Landrat und Politiker, MdR
- Gramatzki, Eve (1935–2003), deutsch-französische Grafikerin
- Gramatzki, Hugh Ivan (1882–1957), deutscher Physiker, Mathematiker und Unternehmer
- Gramatzki, Ilse (* 1939), deutsche Opernsängerin in den Stimmlagen Mezzosopran und Alt
- Gramazio, Fabio (* 1970), Schweizer Architekt

### Gramb
- Grambek, Franz († 1536), Kirchenjurist an der Römischen Kurie und Dompropst in Bremen
- Grambek, Werner († 1460), Kaufmann und Ratsherr der Hansestadt Lübeck
- Gramberg, Arthur (1862–1917), deutscher Verwaltungsjurist
- Gramberg, Carl Peter Wilhelm (1797–1830), deutscher Theologe und Pädagoge
- Gramberg, Eugen (1865–1945), deutscher Lehrer, Autor und Pilzkundler
- Gramberg, Gerhard Anton (1744–1818), Stadt- und Landphysikus in Oldenburg
- Gramberg, Gerhard Anton Hermann (1772–1816), deutscher Jurist und Dichter
- Gramberg, Igor Sergejewitsch (1922–2002), russischer Geologe
- Gramberg, Karl (* 1922), ostfriesischer Maler und Grafiker
- Gramberg, Margarethe (1895–1968), deutsche Politikerin (FDP), MdL
- Gramberg, Michael (1942–2020), deutscher Fernsehjournalist, Autor von Dokumentarfilmen
- Gramberg, Otto Friedrich (1856–1946), deutscher Ministerialrat und Kirchenrechtler
- Gramberg, Werner (1896–1985), deutscher Kunsthistoriker
- Grambow, Eva, deutsche Übersetzerin
- Grambow, Hans-Jürgen (* 1945), deutscher Rechtsanwalt, Verfassungsrichter und Politiker (SPD), MdHB
- Grambow, Jürgen (1941–2003), deutscher Literaturwissenschaftler, Kritiker und Schriftsteller
- Grambs, Johann (1624–1680), deutscher lutherischer Theologe
- Grambusch, Mats (* 1992), deutscher HockeyspielerMats Grambusch (* 1992)

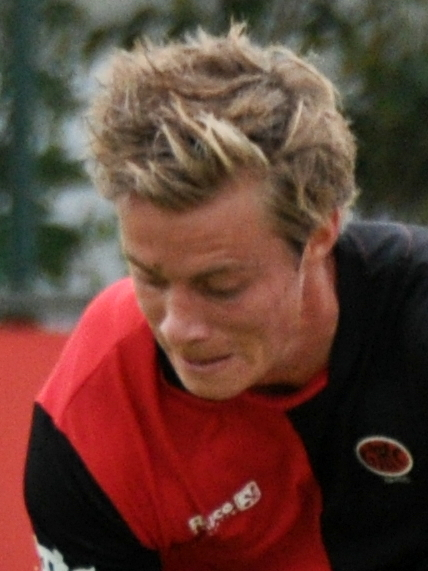
Mats Grambusch (* 1992)

- Grambusch, Tom (* 1995), deutscher Hockeyspieler

### Gramc
- Gramcko, Otto (1901–1990), deutscher Kommunal- und Landespolitiker (SPD), MdL

### Grame
- Gramegna, Pierre (* 1958), luxemburgischer Politiker
- Gramelsberger, Gabriele (* 1964), deutsche Philosophin und Wissenschaftstheoretikerin
- Gramenz, Harald (* 1960), deutscher Fußballspieler
- Gramenz, Juliane (* 1984), deutsche Volleyballspielerin
- Gramenz, Karl (1889–1936), deutscher Maschinenbauingenieur und Normungsexperte
- Gramenz, Tom (* 1991), deutscher SchauspielerTom Gramenz (* 1991)

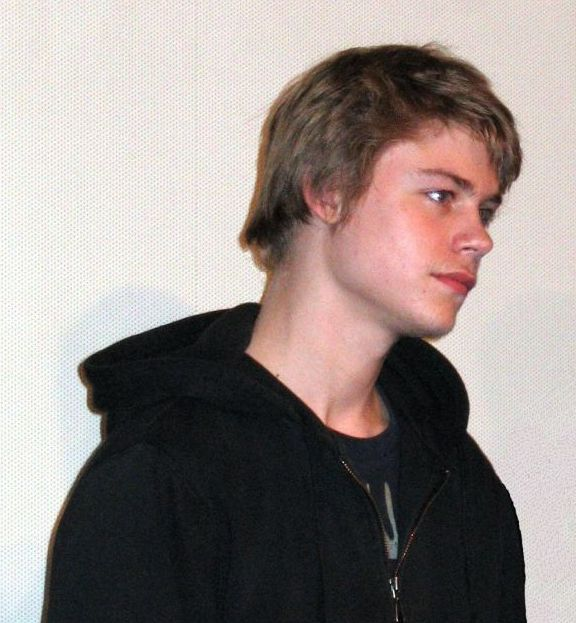
Tom Gramenz (* 1991)

- Grämer, Beatrice (* 1983), deutsche Biathletin
- Gramer, Egon (1936–2014), deutscher Autor, Germanist und Pädagoge
- Grämer, Ernst Hermann (1899–1966), deutscher Bildhauer
- Gramer, Markus (* 1963), deutscher Maler und Graphiker
- Gramer, Wolfgang (* 1942), deutscher Theologe, Priester, Philosoph, Autor und Musiker
- Grames, Eberhard (* 1953), deutscher Fotograf
- Grames, Renny, US-amerikanische Schauspielerin und Personal Trainerin

### Grami
- Grami, Amel (* 1962), tunesische Wissenschaftlerin und Intellektuelle
- Gramich, Viktor von (1828–1897), bayerischer Generalleutnant
- Gramick, Jeannine (* 1942), US-amerikanische Ordensschwester
- Grämiger, Kurt (1945–2020), Schweizer Jazzmusiker (Saxophon) und Architekt
- Gramigni, Alessandro (* 1968), italienischer Motorradrennfahrer
- Graminäus, Dietrich, Präzeptor des jülich-kleve-bergischen Erbherzogs Johann Wilhelm, dann Generalanwalt und Landschreiber im Herzogtum Berg

### Gramk
- Gramke, Jürgen (* 1939), deutscher Verwaltungsjurist und Politiker (SPD), Wirtschaftsminister von Sachsen-Anhalt
- Gramkow, Angelika (* 1958), deutsche Politikerin (SED, PDS und Die Linke) und Oberbürgermeisterin von Schwerin

### Graml
- Graml, Gerhard (* 1963), österreichischer Jazzbassist, Bandleader, Komponist und Musikpädagoge
- Graml, Hermann (1928–2019), deutscher Historiker und Publizist
- Graml, Regine (* 1966), deutsche Wirtschaftswissenschaftlerin
- Gramley, Joseph (* 1970), US-amerikanischer Perkussionist und Komponist
- Gramlich, Adalbert (1892–1969), deutscher Politiker (CDU)
- Gramlich, Dagmar (* 1974), deutsche Fußballspielerin
- Gramlich, Edward (1939–2007), US-amerikanischer Ökonom, Vorstandsmitglied der Federal Reserve
- Gramlich, Georg Michael (1795–1880), deutscher Kaufmann und Hamburger Konsul
- Gramlich, Hermann (1913–1942), deutscher Fußballspieler
- Gramlich, Horst (* 1938), deutscher Politiker (SPD)
- Gramlich, Klaus (* 1939), deutscher Fußballfunktionär
- Gramlich, Ludwig (* 1951), deutscher Rechtswissenschaftler
- Gramlich, Richard (1925–2006), deutscher Jesuit und Religionswissenschaftler, Erforscher des Sufismus
- Gramlich, Rudolf (1908–1988), deutscher Fußballspieler und Sportfunktionär
- Gramlich, Sabine (1913–2004), deutsche Friedensaktivistin
- Gramlich, Valentin (* 1948), deutscher Politiker, Staatssekretär in Sachsen-Anhalt
- Gramling, Fabian (* 1987), deutscher Politiker (CDU)

### Gramm
- Gramm, Caeso (1640–1673), deutscher Mediziner und Naturforscher
- Gramm, Carl (1855–1927), österreichischer Komponist von Arbeiterliedern
- Gramm, Christof (* 1958), deutscher Jurist und Präsident des Militärischen Abschirmdienstes
- Gramm, Friedrich (1667–1710), deutscher Theologe
- Gramm, Hans (1906–1967), deutscher Jurist
- Gramm, Johannes (* 1964), deutscher Fotokünstler, Maler, Bühnenbildner und Videokünstler
- Gramm, Lou (* 1950), US-amerikanischer Rock-SängerLou Gramm (* 1950)

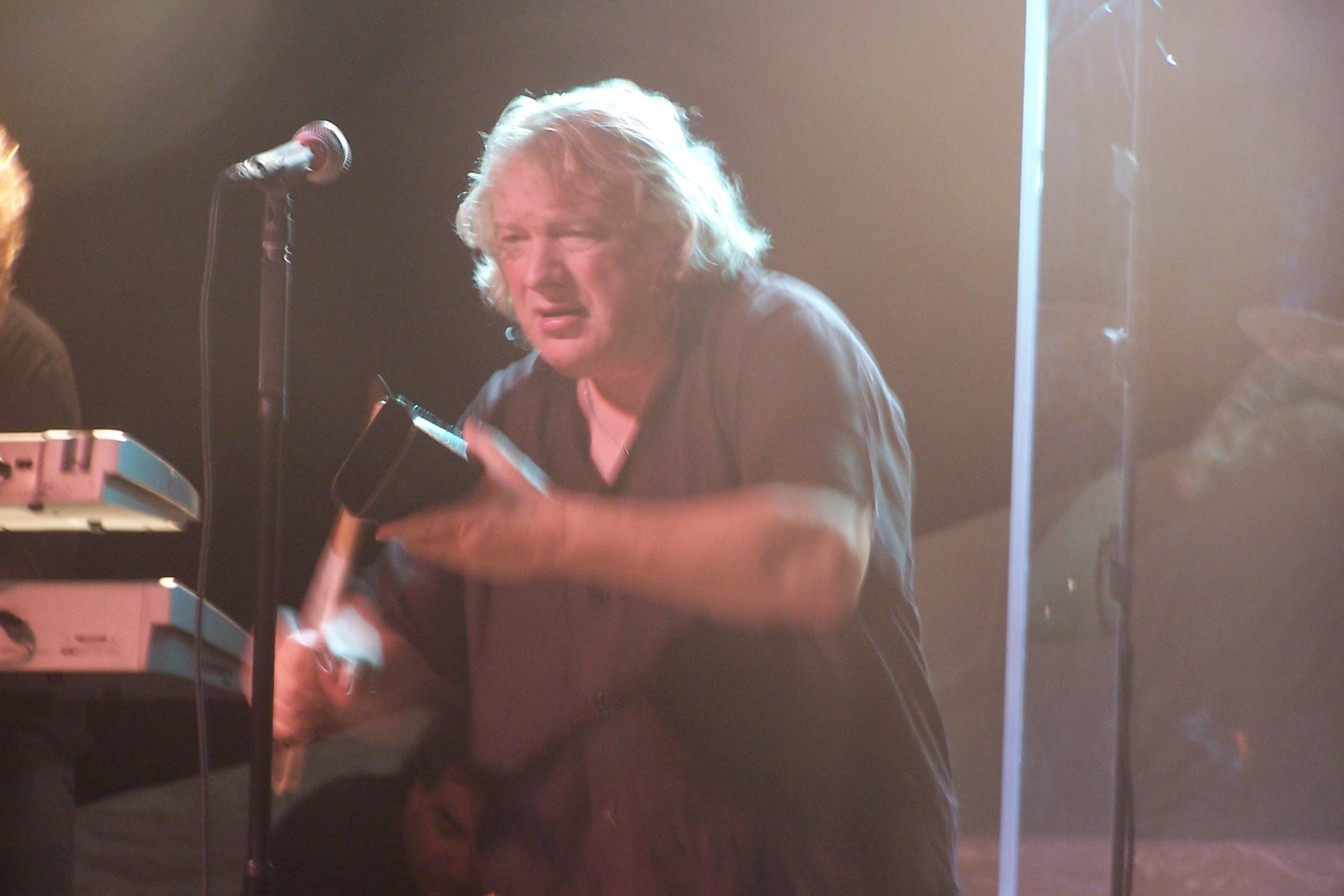
Lou Gramm (* 1950)

- Gramm, Phil (* 1942), US-amerikanischer Ökonom und Politiker
- Gramm, Reinhard (1929–2019), deutscher evangelischer Pfarrer
- Gramm, Reinhard (* 1961), deutscher Musiker und Komponist
- Grammann, Karl (1842–1897), deutscher Komponist
- Grammatico, Leahea (1927–1997), amerikanische Gehörlosenpädagogin
- Grammaticus, Nicasius († 1736), Jesuit und Astronom
- Grammatikakis, Giorgos (1939–2023), griechischer Politiker und Physiker, MdEP
- Grammatikopoulos, Serafim (* 1960), griechischer Gewichtheber
- Grammatikopoulou, Valentini (* 1997), griechische Tennisspielerin
- Grammatikopulo, Georgi Sawwitsch (1930–1992), sowjetischer Fußballspieler und -trainer
- Grammatikow, Wladimir Alexandrowitsch (* 1942), russischer Regisseur
- Gramme, Georges (1926–1985), belgischer Politiker (PSC)
- Gramme, Zénobe (1826–1901), belgischer Elektriker und Konstrukteur
- Grammel, Anton (* 1998), deutscher Skirennläufer
- Grämmel, Herbert (1911–2007), deutscher SED-Funktionär, Widerstandskämpfer gegen den Nationalsozialismus, Zeitzeuge
- Grammel, Richard (1889–1964), deutscher Physiker und Hochschullehrer
- Grammel, Sascha (* 1974), deutscher Comedian, Puppenspieler und BauchrednerSascha Grammel (* 1974)

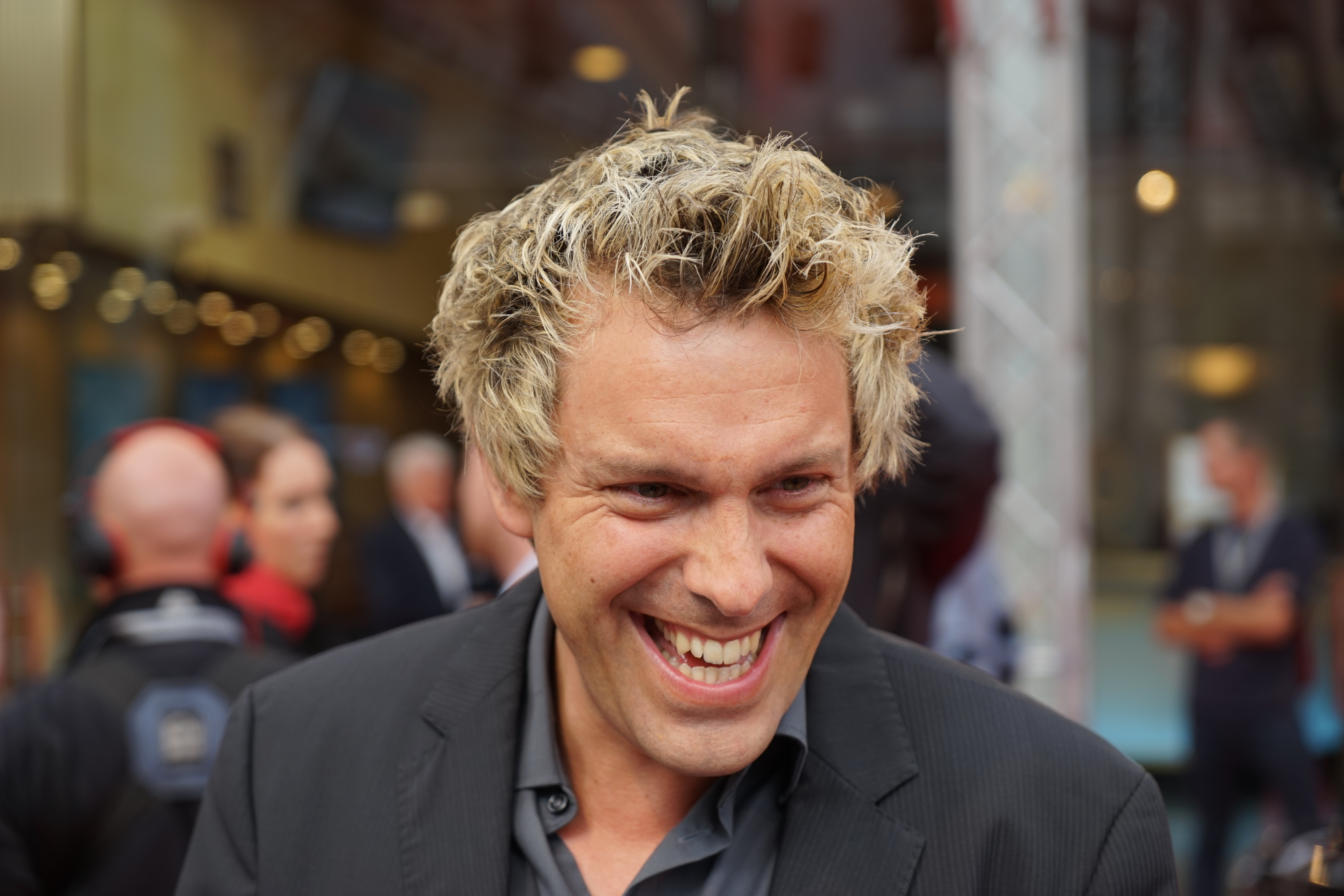
Sascha Grammel (* 1974)

- Grammel, Søren (* 1971), deutscher Kurator
- Grammelspacher, Claudia (* 1971), deutsche Kickboxerin, Boxerin und Trainerin
- Grammendorp, Joachim, während der Wullenwever-Zeit Ratsherr der Hansestadt Lübeck
- Grammer, Andy (* 1983), US-amerikanischer Popmusiker
- Grammer, Camille (* 1968), US-amerikanische Schauspielerin und ehemalige Tänzerin und Playboy-Model
- Grammer, Elijah S. (1868–1936), US-amerikanischer Politiker
- Grammer, Georg (1931–2005), deutscher Unternehmer
- Grammer, Greer (* 1992), US-amerikanische Schauspielerin
- Grammer, Karl (* 1950), deutscher Verhaltensforscher und Evolutionsbiologe
- Grammer, Kelsey (* 1955), US-amerikanischer SchauspielerKelsey Grammer (* 1955)

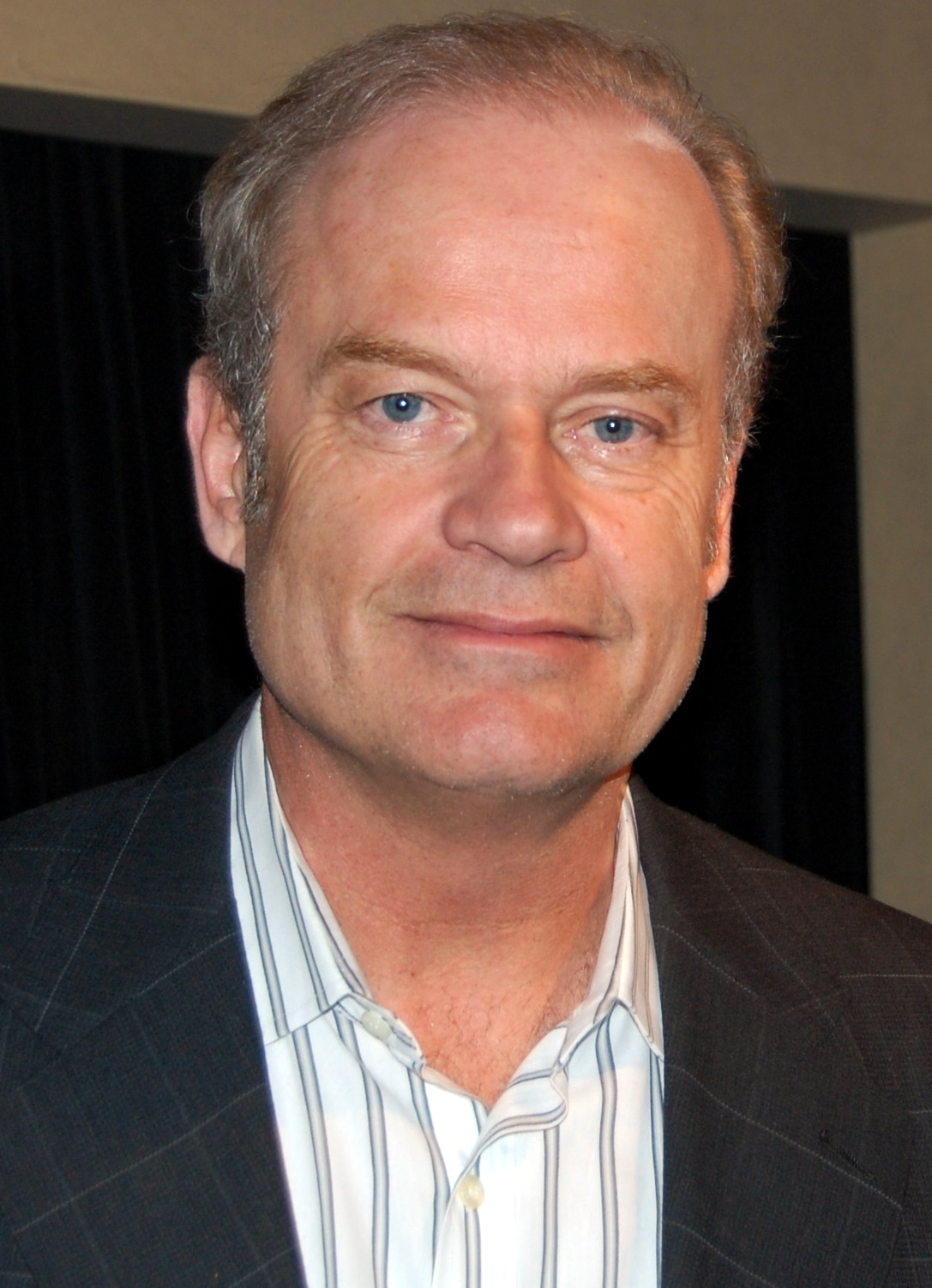
Kelsey Grammer (* 1955)

- Grammer, Mabel A. (1915–2002), US-amerikanische Journalistin und Menschenrechtsaktivistin
- Grammer, Spencer (* 1983), US-amerikanische Schauspielerin
- Grammes, Tilman (* 1957), deutscher Erziehungswissenschaftler
- Grammig, Josef (1903–1989), deutscher Gewerkschafter und Senator (Bayern)
- Gramminger, Bernd (* 1966), deutscher Fußballspieler
- Gramminger, Karl (1926–2015), deutscher Fußballspieler
- Gramminger, Ludwig (1906–1997), deutscher Bergwacht-Pionier und Bergsteiger
- Gramminger, Martin (1926–2010), deutscher Fußballspieler
- Grammlich, Johann Andreas (1689–1728), protestantischer Erbauungsschriftsteller und Liederdichter
- Grammont (1750–1794), französischer Schauspieler
- Grammont, Humbert de († 1135), Bischof von Genf
- Grammont, Joseph Friedrich (1759–1819), Lehrer
- Grammont, Maurice (1866–1946), französischer Romanist und Phonetiker
- Grammont, Paul (1911–1989), französischer Benediktiner und Abt
- Grammos, Charis (* 1948), griechischer Fußballspieler
- Grammozis, Dimitrios (* 1978), griechisch-deutscher Fußballspieler

### Gramo
- Gramond, Gabriel Barthélemy de († 1654), französischer Staatsbeamter und Geschichtsschreiber
- Gramont, Antoine Alfred Agénor de (1819–1880), französischer Diplomat und Außenminister
- Gramont, Antoine Charles de (1641–1720), französischer Adliger, Militär und Diplomat
- Gramont, Antoine I. de (1526–1576), französischer Militär
- Gramont, Antoine III. de (1604–1678), französischer Militär und Diplomat
- Gramont, Antoine V. de (1671–1725), französischer Herzog und Militär, Marschall von Frankreich
- Gramont, Antoine-Louis-Marie de (1755–1836), französischer Generalleutnant, Politiker und Pair
- Gramont, Armand de (1637–1673), französischer Höfling, Abenteurer und Militär
- Gramont, Catherine Charlotte de (1639–1678), Prinzessin von Monaco und Herzogin de Valentinois, sowie Mätresse des französischen Königs Ludwig XIV.Catherine Charlotte de Gramont (1639–1678)

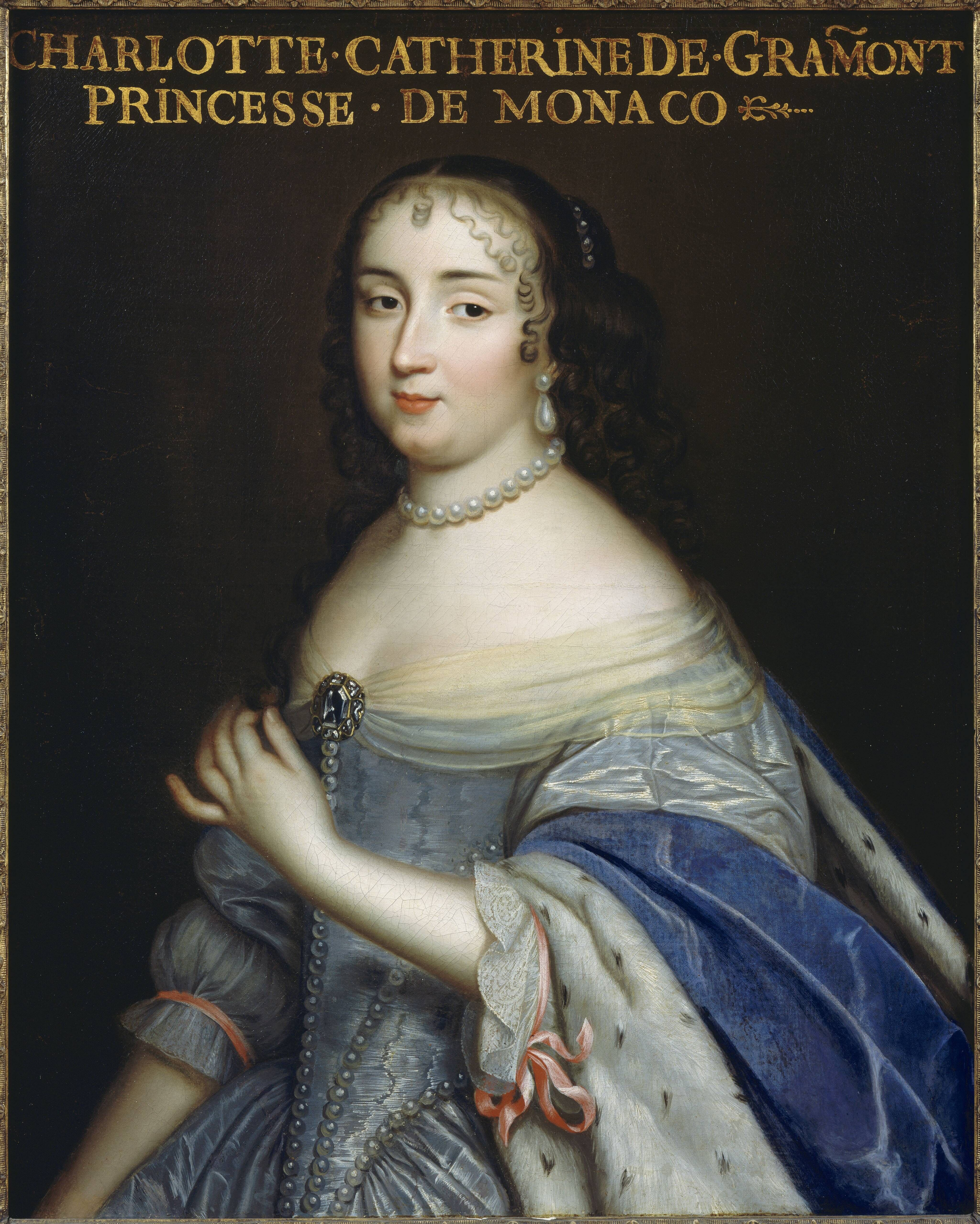
Catherine Charlotte de Gramont (1639–1678)

- Gramont, Charles de († 1544), französischer Geistlicher, römisch-katholischer Erzbischof von Bordeaux
- Gramont, Élisabeth de (1875–1954), französische Adlige und Femme de lettres
- Gramont, Gabriel de (1486–1534), Erzbischof von Bordeaux und Toulouse, Kardinal
- Gramont, Geneviève de (1751–1794), französische Hofdame und Première dame d’honneur von Königin Marie Antoinette
- Gramont, Louis de (1854–1912), französischer Journalist, Dramatiker und Librettist
- Gramont, Philibert de (1621–1707), französischer Offizier, Hof- und Edelmann am Hof Ludwig XIV.
- Gramophonedzie, serbischer DJ
- Gramowski, Tobias (* 1974), deutscher Schauspieler und Schauspiellehrer

### Gramp
- Gramp, Martin, Bildhauer
- Grampa, Pier Giacomo (* 1936), italienischer Geistlicher, emeritierter römisch-katholischer Bischof von Lugano, Großprior des Ritterordens vom Heiligen Grab zu Jerusalem in der Schweiz

### Grams
- Grams, Anton (1752–1823), österreichischer Kontrabassist, Violinist, Theaterdirektor und Musikalienhändler
- Grams, Dirk-Alexander (* 1957), deutscher Maler und Kunstdozent
- Grams, Friedbert (1942–2022), deutscher Politiker (CDU)
- Grams, Natalie (* 1978), deutsche Autorin und Ärztin, ehemalige HomöopathinNatalie Grams (* 1978)

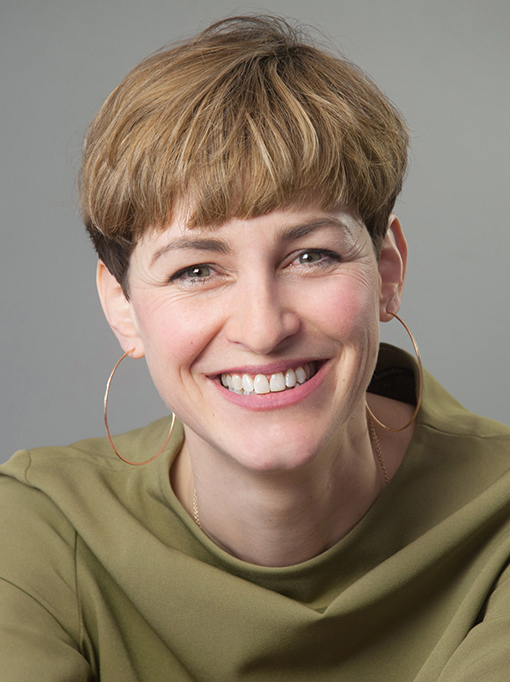
Natalie Grams (* 1978)

- Grams, Oleg Michailowitsch (* 1984), russischer Handballtorwart
- Grams, Rod (1948–2013), US-amerikanischer Politiker und Fernsehmoderator
- Grams, Siegfried (1942–2014), deutscher Fußballspieler
- Grams, Wolfgang (1953–1993), deutscher Terrorist der Rote Armee Fraktion
- Gramsch, Alexander (* 1965), deutscher Prähistorischer Archäologe
- Gramsch, Alfred (1894–1988), deutscher Pädagoge, Verwaltungsbeamter und Politiker (CDU), MdL
- Gramsch, Bernhard (1934–2025), deutscher Prähistoriker
- Gramsch, Christian (* 1959), deutscher Journalist
- Gramsch, Friedrich (1894–1955), preußischer Beamter, Landrat im Kreis Heiligenbeil (1926–1932)
- Gramsch, Friedrich Karl (1860–1923), deutscher Verwaltungsjurist im Königreich Preußen
- Gramsch, Robert (* 1968), deutscher Mediävist
- Gramsci, Antonio (1891–1937), italienischer Autor, Politiker, Philosoph (Theoretiker des Kommunismus)Antonio Gramsci (1891–1937)

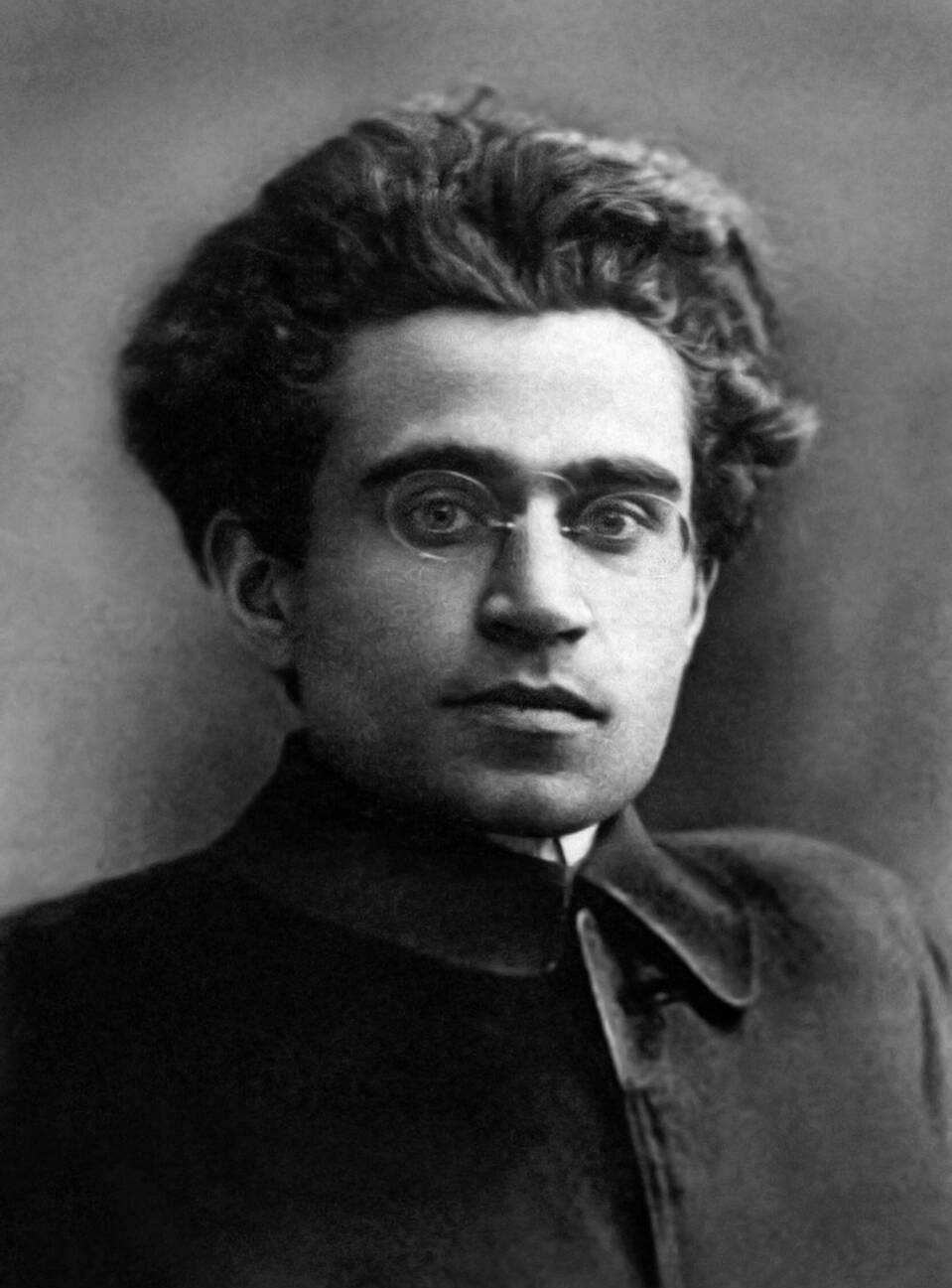
Antonio Gramsci (1891–1937)

- Gramsdorff, Lea Karen (* 1974), italienisch-deutsche Schauspielerin
- Gramse, Tom J. (1940–1982), deutscher Maler, Grafiker, Fotograf und Aktionskünstler
- Gramshammer, Pepi (1932–2019), österreichischer Skirennläufer und Hotelier
- Gramsma, Bob (* 1963), Schweizer Objekt- und Installationskünstler
- Gramss, Eike (1942–2015), deutscher Regisseur und Intendant
- Gramß, Ernst (* 1899), deutscher NS-Agrarfunktionär
- Gramss, Sebastian (* 1966), deutscher Musiker (Kontrabass) und Komponist
- Gramstadt, Christian (* 1956), deutscher Regisseur und Drehbuchautor (ARD)

### Gramz
- Gramzow, Carl Heinrich (* 1807), deutscher Bildhauer